# شتپفرسهاوزن
شتپفرسهاوزن (به آلمانی: Stepfershausen) یک شهر در آلمان است که در تورینگن واقع شده‌است. شتپفرسهاوزن ۶۶۴ نفر جمعیت دارد.